# Elektrická jednotka

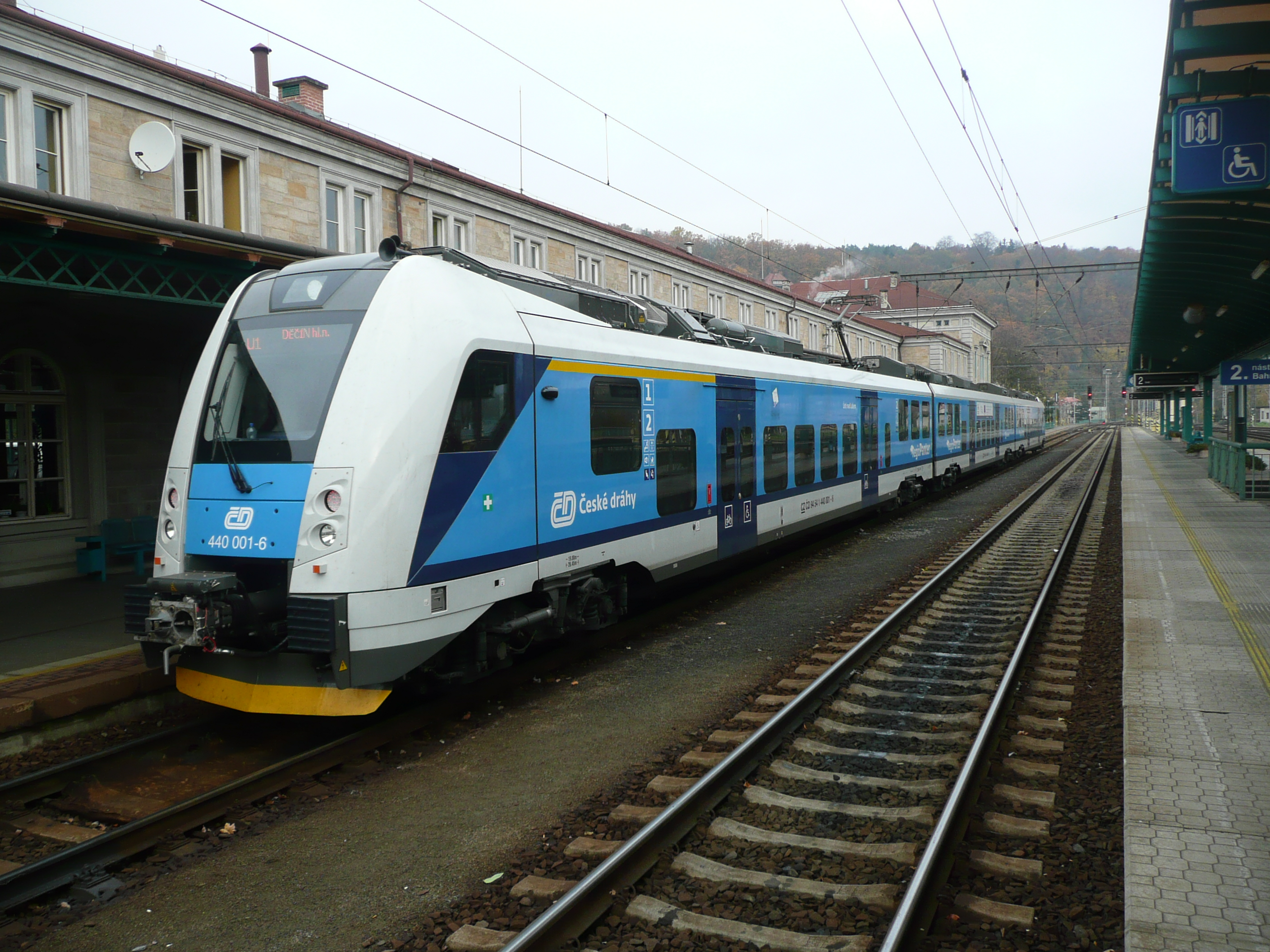
Elektrická jednotka 440 (RegioPanter), Děčín

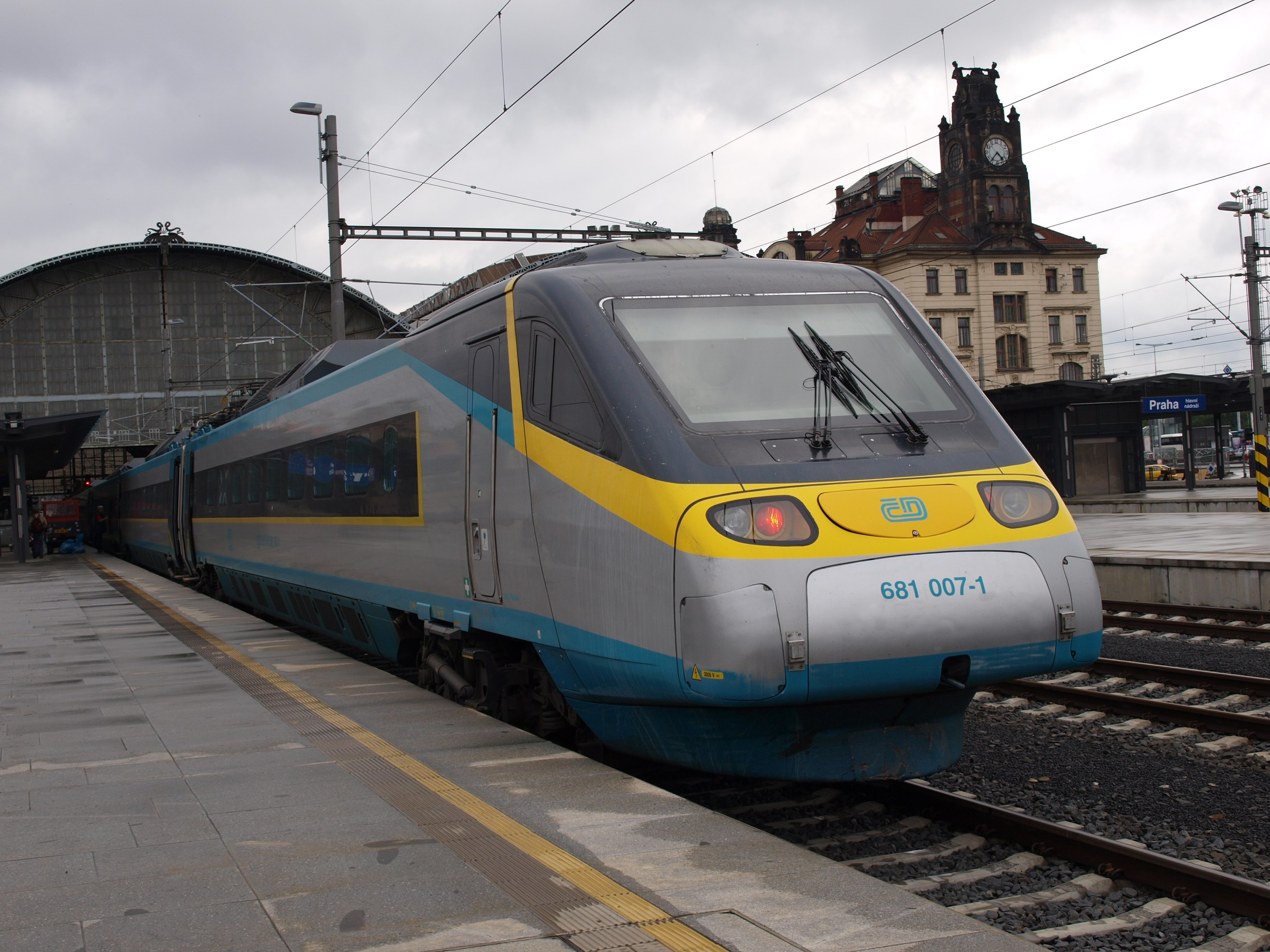
Elektrická jednotka 680 (Pendolino), Praha hlavní nádraží

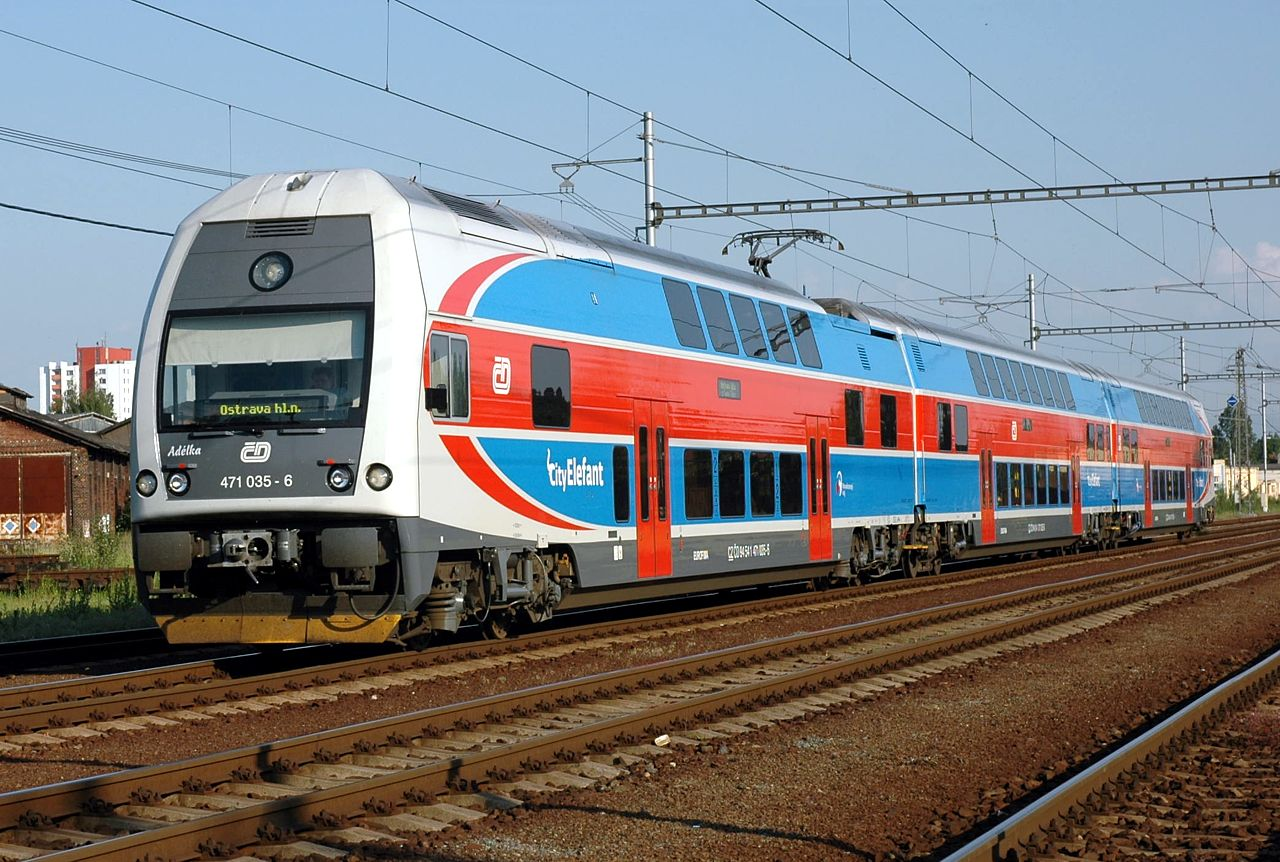
Elektrická jednotka 471 (CityElefant), Ostrava

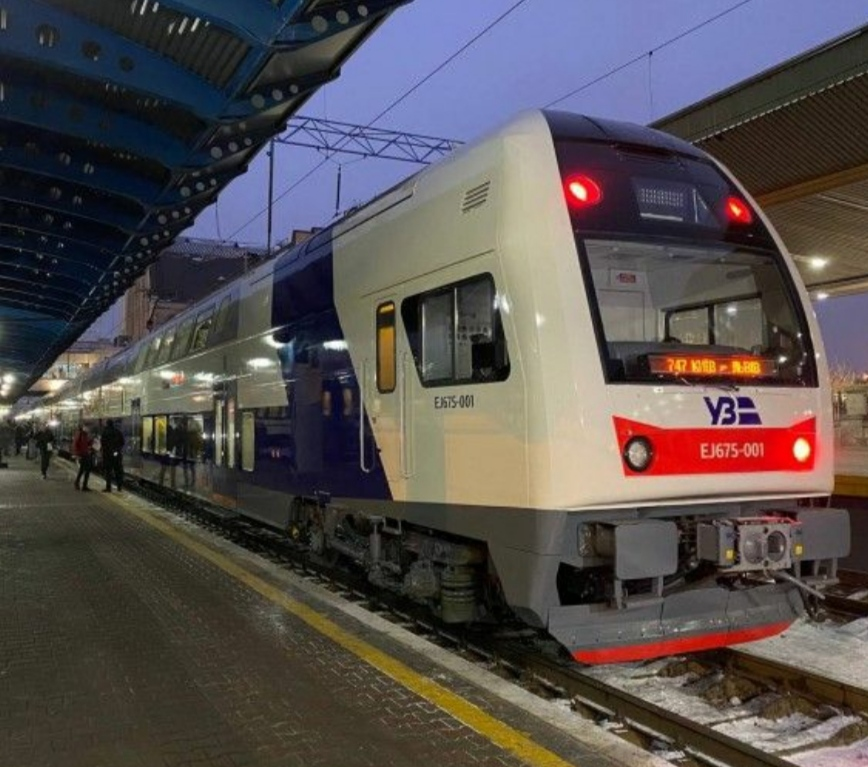
Elektrická jednotka 675 (Ukrzaliznycja), Kyjev

Elektrická jednotka (označovaná též zkratkou EMU z anglického Electric multiple unit) je souprava železničních vozů schopná vyvíjet tažnou sílu na obvodu kol. Hlavní odlišnost elektrické jednotky od klasické soupravy elektrického vlaku složené z lokomotivy a tažených vagonů je to, že je v běžném provozu nedělitelná a její vozy lze od sebe odpojit jen dílensky. Dalším rozdílem je, že elektrická jednotka je vždy konstruována jako vratná, tedy obousměrná (má řídicí kabinu na obou čelech). Dříve byly využívány zejména v příměstské nebo regionální dopravě, v současnosti jsou běžné i v dálkové dopravě.

## Výhody a nevýhody
Mezi výhody elektrických jednotek oproti klasickým vlakovým soupravám patří například:
- optimalizace trakčních parametrů (jednotka má na rozdíl od vlaku s proměnlivým počtem vozů relativní stálou hmotnost, jíž odpovídá optimálně dimenzovaný trakční pohon)
- minimalizace hmotnosti vlaku (lokomotiva představuje neužitečnou zátěž zvyšující hmotnost klasického vlaku, elektrické jednotky jsou provozně levnější),
- zvýšení poměrné adhezní hmotnosti
- zvýšení podílu rekuperačního brzdění (elektrická jednotka může být při pohonu 50 % a více dvojkolí brzděna převážně pomocí elektrodynamického rekuperačního brzdění a rekuperací energie snižovat náklady)
- zvýšení provozní spolehlivosti (konstrukce ucelených jednotek umožňuje zdvojení, či dokonce vyšší zmnožení, trakčních i pomocných agregátů)
- aerodynamika (ucelená jednotka je konstruována jako co nejdokonalejší aerodynamický celek)

Nevýhodami naopak jsou:
- menší míra operativnosti při přizpůsobení kapacity pro očekávanou frekvenci (kapacitu je nutné upravovat v rozsahu celých jednotek a nikoli jen jednotlivých vozů)
- při spojení více jednotek nemožnost průchodu celým vlakem jako u klasických vozů (vyjma speciálně konstruovaných typů jednotek s průchozími čely)
- agregáty jsou umístěny nad nebo pod prostorem pro cestující (negativní dopad v podobě hluku a vibrací)
- v případě závady a opravy je nutné odstavit celou jednotku (u klasických souprav je možné vyřadit/nahradit jen poškozený vůz/lokomotivu)

## Elektrické jednotky

### Elektrické jednotky v Česku
Elektrická jednotka 440, 451, 452,
460,
470,
471, 480,
560,
640, 650, 660,
680,

### Elektrické jednotky v zahraničí
Elektrická jednotka AVE S-100,
Acela,
Alaris,
EN57,
Eurostar,
ICE 1,
ICE 2,
ICE 3,
Pendolino,
TGV,
AGV,
Talgo 350